# Szórványtelepülés

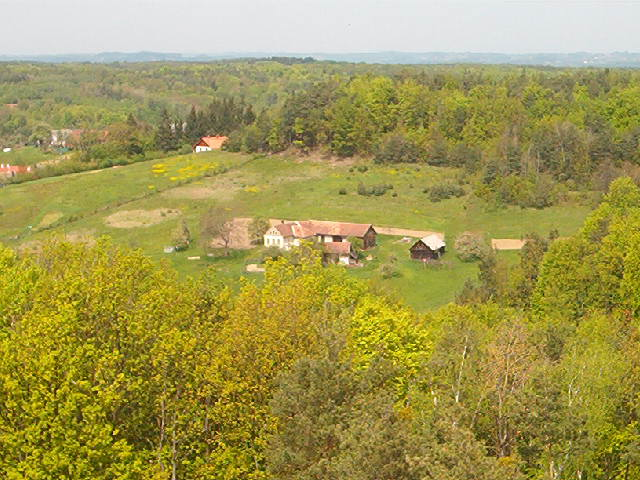
Egy magyarországi szórványtelepülés: Kétvölgy

A szórványtelepülés a települések egy sajátos típusa, amelynek legfőbb jellemzője, hogy a lakóépületek egymástól elkülönülve, vagy kisebb (legfeljebb 10-20-as) csoportokban állnak. Kialakulásuk általában a mezőgazdasághoz köthető, de esetenként tercier tevékenység ellátására is létrejöhetnek (például vasúti őrház, kutatóállomás).
A szórványtelepülések a világ minden táján megtalálhatók. Magyarországon két fő típusuk alakult ki: az Alföldön a tanyák, az Őrségben pedig az ún. szerek.

A nyugat-magyarországi Vendvidéken, azon belül is főleg Kétvölgy, Orfalu, Apátistvánfalva községekben a kifejezést szűkebb értelemben, a helyi, sajátos településtípusra vonatkoztatva is használják. E szóhasználat szerint olyan települést jelent, amely egy-egy dombon magányosan álló házakból tevődik össze. A házak közelében van a rét, a szántó, mindezeket erdők határolják. A szomszéd szórványok olykor meglehetősen messze esnek egymástól.